# Jussberg
Jussberg är en by i Heda socken,  Ödeshögs kommun, Östergötland.
Jussberg var järnvägsstation på Mjölby–Hästholmens Järnväg. Persontrafiken upphörde 1958 och järnvägen lades ner 1990.
Vid Heda kyrka finns flera gravfält och gravhögar. De visar att området varit tätt befolkat redan under stenåldern.
Vid Jussberg finns ett stort gravfält med över hundra gravar.
500 meter väst-syd-väst om Heda kyrka ligger ett gravfält med cirka 125 synliga gravar, en oval stensättning, en treudd och några runda stensättningar. Väster om gravfältet ligger på en höjd med tre högar varav en kungshög, kallad Jussbergs kulle. Den stora högen är 30–35 meter i diameter och cirka 4 meter hög. Den bedöms vara från bronsåldern.
I närheten finns Alvastra stenåldersboplats i Dags mosse.